# Flight-Deck-Firnfeld
Das Flight-Deck-Firnfeld (von englisch flight deck ‚Flugdeck‘) ist ein erhöhtes und ungewöhnlich flaches antarktisches Firnfeld im ostantarktischen Viktorialand. Es liegt zwischen dem Flagship Mountain und dem Mount Razorback in der Convoy Range. Durch die Eismassen des Firnfelds werden der Benson-Gletscher und die Scuppers-Eisfälle gespeist.
Das Firnfeld gehört zu einem der geographischen Objekte der Convoy Range, denen das New Zealand Geographic Board 1994 einen nautischen Namen gab.